# Anigraea homochroa
Anigraea homochroa är en fjärilsart som beskrevs av George Francis Hampson 1912. Anigraea homochroa ingår i släktet Anigraea och familjen nattflyn. Inga underarter finns listade i Catalogue of Life.